# Jerada (cràter)
Jerada és un cràter de l'asteroide del cinturó principal (253) Mathilde, situat amb el sistema de coordenades planetocèntriques a 42.1 ° de latitud nord i 177.3 ° de longitud est. Fa un diàmetre de 2.5 km. El nom va ser fet oficial per la UAI l'any 2000 i fa referència a Ishikari, conca de carbó del Japó.